# Église Saint-Jean-Baptiste de Combret
L'église Saint-Jean-Baptiste est une église située à Combret, en France.

## Localisation
L'église est située sur la commune de Combret, dans le département français de l'Aveyron.

## Historique
L'église faisait partie des fortifications qui barraient l'isthme sur lequel est construit le village. L'église a dû être ruinée pendant la guerre de Cent ans, et a été reconstruite en 1393. 
L'édifice est inscrit au titre des monuments historiques en 1939.

## Description
L'église se compose d'une seule nef avec de grands arcs doubleaux portant la charpente. Deux chapelles et un clocher ont été ajoutés sur la face nord, vers la fin du XVe siècle. Le portail romane est entouré d'un cordon d'archivolte orné de feuillages et de dents de scie.

## Galerie

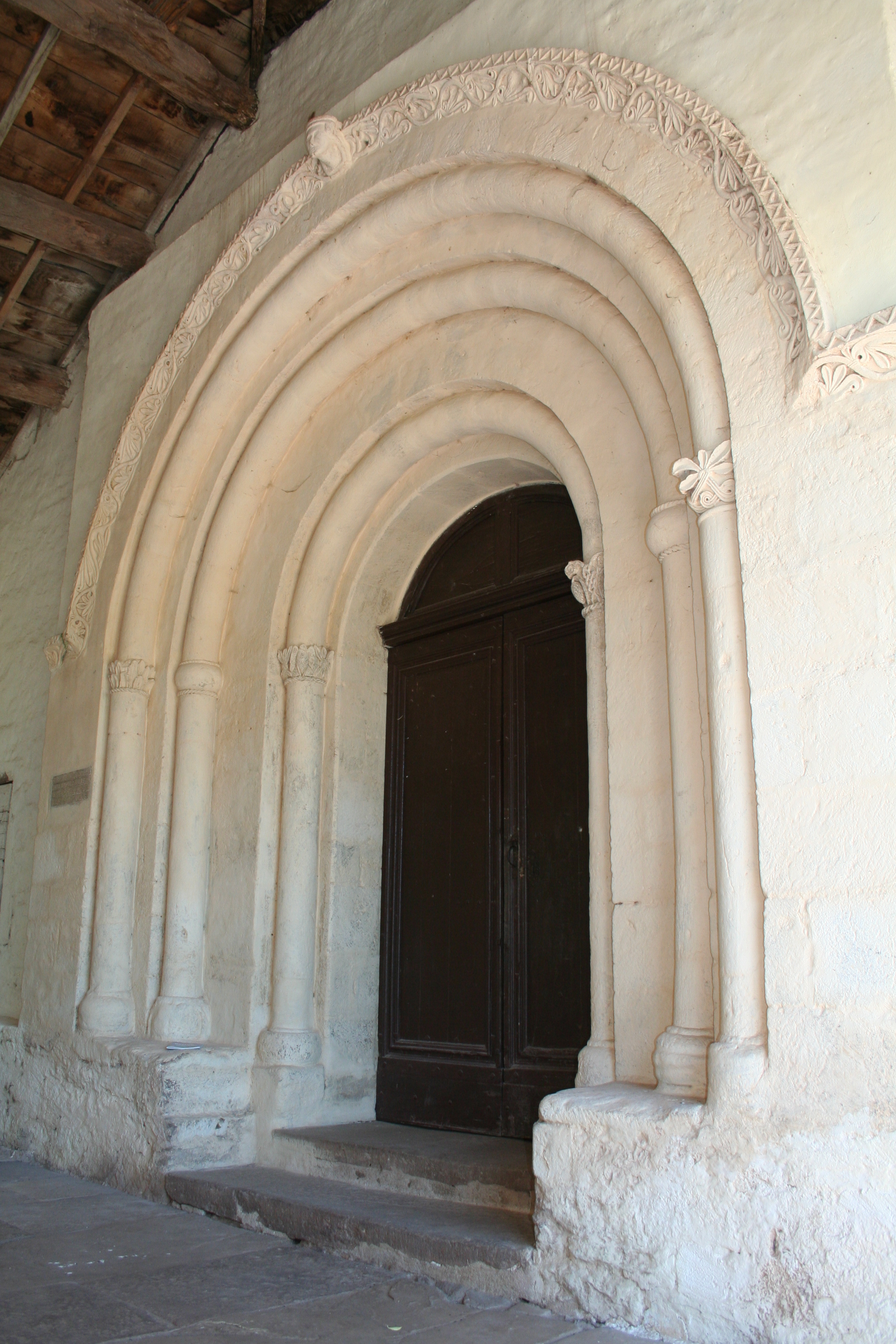
Portail.
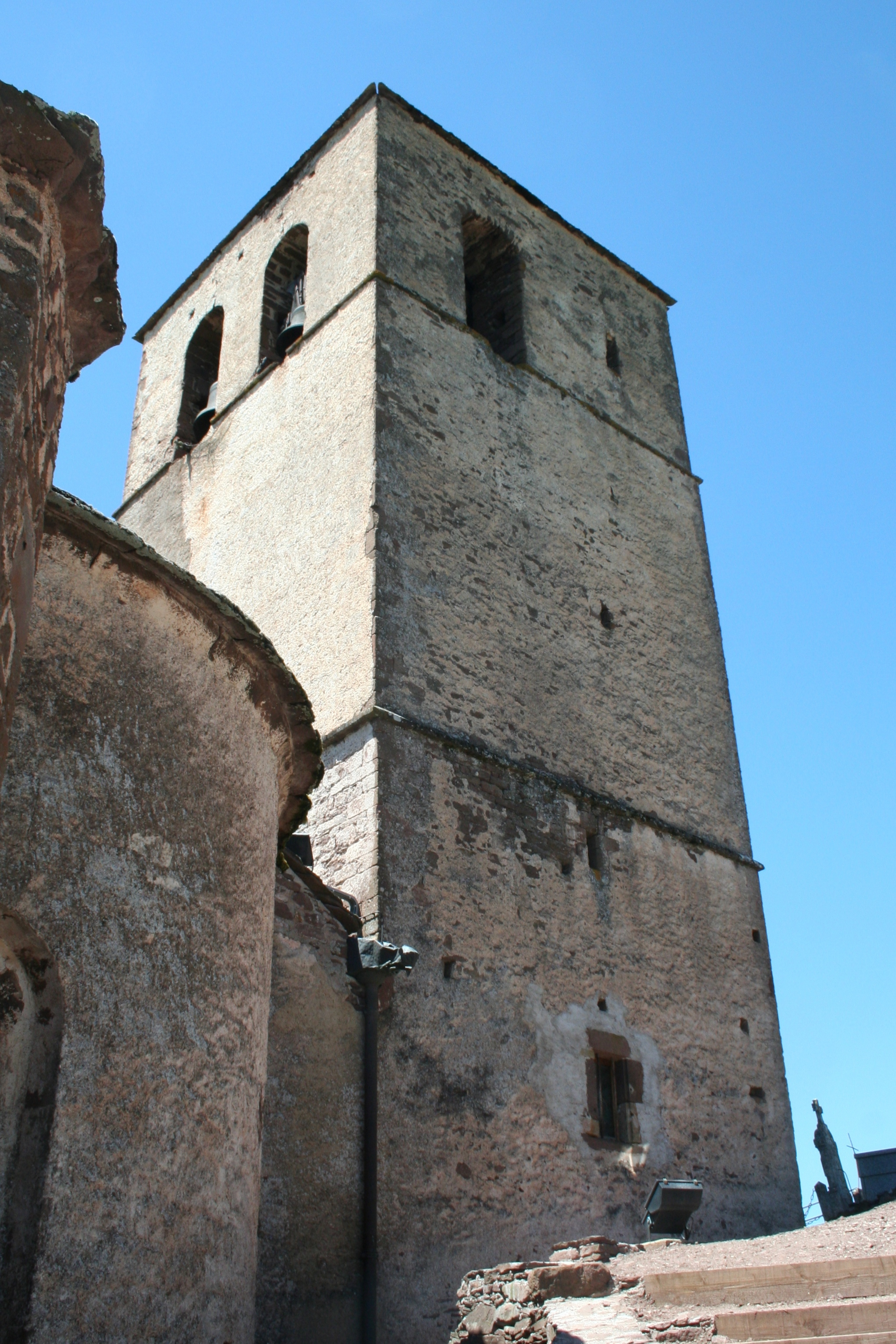
Clocher.
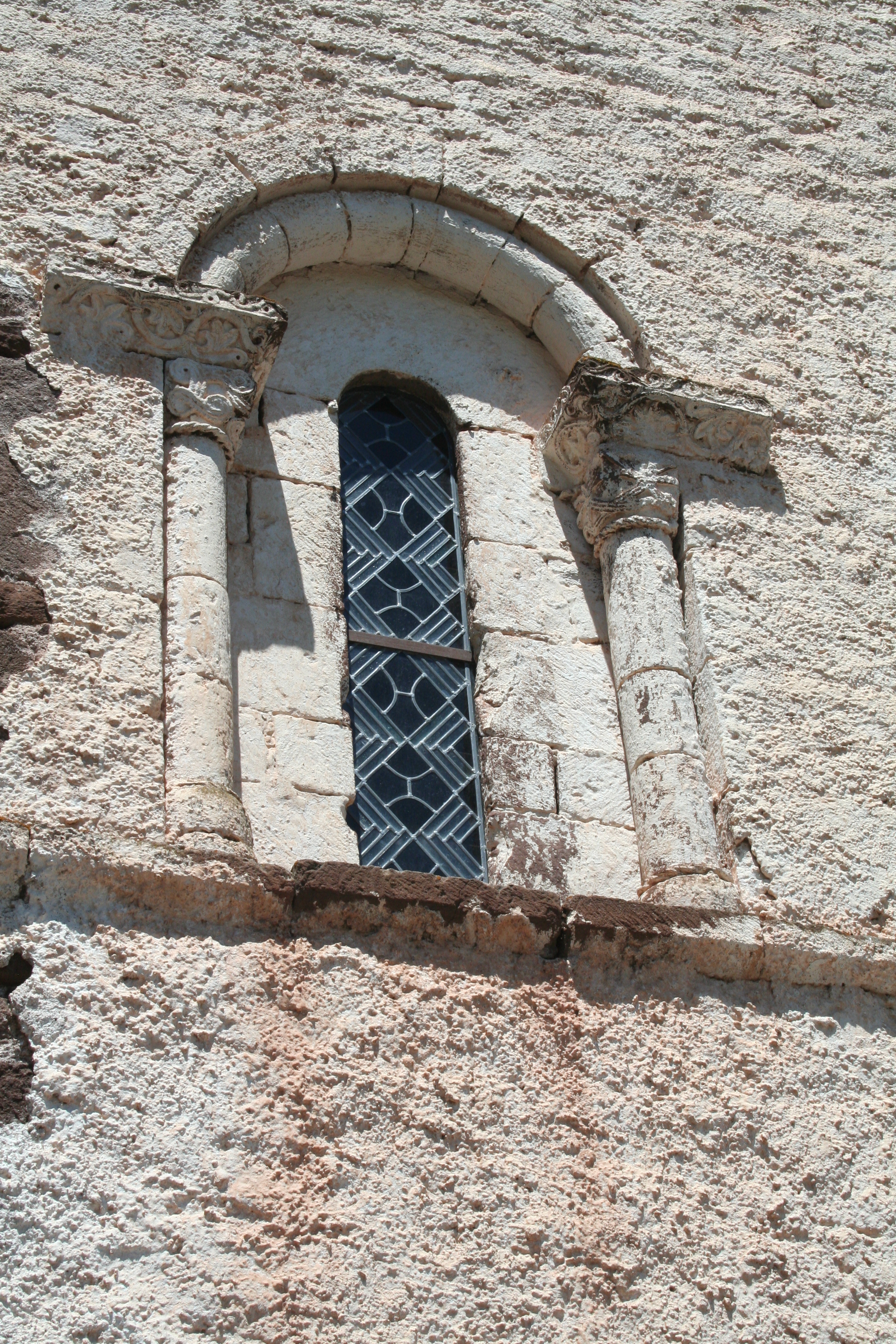
Fenêtre.
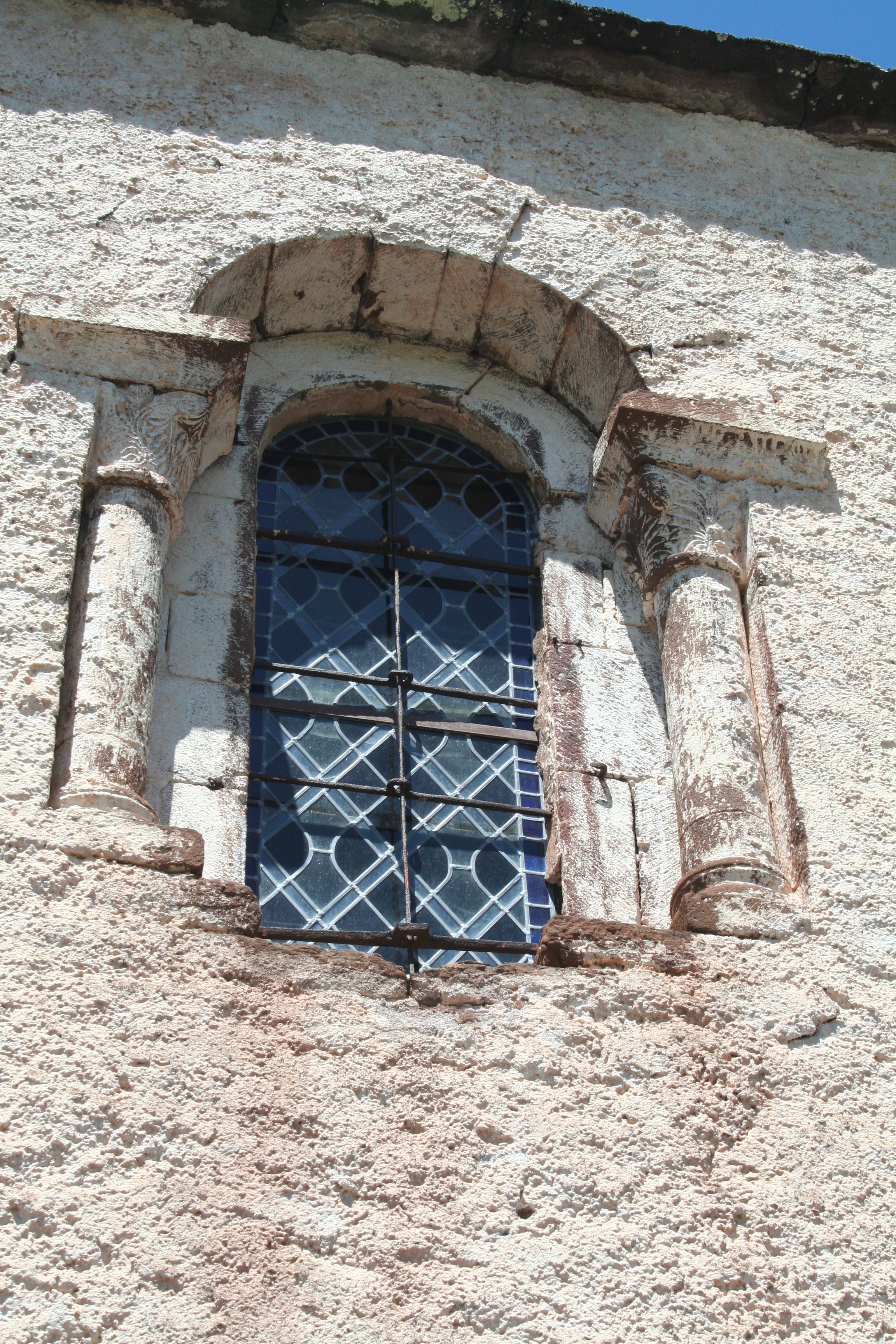
Fenêtre.